# Покровське (сільське поселення станція Стариця)
Покровське (рос. Покровское) — присілок в Старицькому районі Тверської області Російської Федерації.
Населення становить 90 осіб. Входить до складу муніципального утворення сільське поселення станція Стариця.

## Історія
Від 2005 року входить до складу муніципального утворення сільське поселення станція Стариця. Раніше населений пункт належав до Покровського сільського округу.

## Населення
| 1859 | 1886 | 1919 | 1997 | 2002 | 2010 |
| ---- | ---- | ---- | ---- | ---- | ---- |
| 280  | ↘257 | ↘216 | ↘117 | ↘89  | ↗90  |